# 429 Lotis
429 Lotis (mednarodno ime je 429 Lotis) je asteroid tipa C (po Tholenu) v glavnem asteroidnem pasu.

## Odkritje
Asteroid je odkril francoski astronom A. Charlois ( 1864 – 1910) 23. julija 1897 v Nici. Imenuje se po nimfi Lotis iz grške mitologije.

## Lastnosti
Asteroid Lotis obkroži Sonce v 4,21 letih. Njegova tirnica ima izsrednost 0,124, nagnjena pa je za 9,529° proti ekliptiki. Njegov premer je 69,62 km, okoli svoje osi se zavrti v 13,577 h.